# (26896) Josefhudec
(26896) Josefhudec (1995 OY) – planetoida z pasa głównego asteroid okrążająca Słońce w ciągu 3,42 lat w średniej odległości 2,27 j.a. Odkryta 29 lipca 1995 roku.